# ویلیام کلوتیر
 ویلیام کلوتیر (انگلیسی: William Clothier؛ زاده ۲۷ سپتامبر ۱۸۸۱ درگذشته ۴ سپتامبر ۱۹۶۲) یک تنیس‌باز اهل ایالات متحده آمریکا بود. 